# 2012년 UEFA 슈퍼컵
2012년 UEFA 슈퍼컵(2012 UEFA Super Cup)은 2012년 8월 31일에 열린 37번째 UEFA 슈퍼컵 대회이다. 모나코에 위치한 스타드 루이 II에서 단판 승부 형식으로 진행되었으며 UEFA 챔피언스리그 2011-12 우승 팀인 첼시와 2011-12 UEFA 유로파리그 우승 팀인 아틀레티코 마드리드가 맞붙었다.
2013년 UEFA 슈퍼컵이 체코 프라하의 에덴 아레나에서 열기로 결정됨에 따라 이 대회는 모나코에서 열린 마지막 UEFA 슈퍼컵 대회가 되었다. 아틀레티코 마드리드가 첼시를 4 – 1로 누르고 우승을 차지했다.

## 경기
| 첼시       | 1 – 4 | 아틀레티코 마드리드              |
| ---------- | ----- | -------------------------------- |
| 케이힐 75′ |       | 팔카오 6′, 19′, 45′ · 미란다 60′ |

| 첼시 | 아틀레티코 마드리드 |

| GK                 | 1  | 페트르 체흐             |     |     |
| RB                 | 2  | 브라니슬라브 이바노비치 | 29′ |     |
| CB                 | 24 | 개리 케이힐             |     |     |
| CB                 | 4  | 다비드 루이스           |     |     |
| LB                 | 3  | 애슐리 콜               |     | 90′ |
| CM                 | 12 | 존 오비 미켈            |     |     |
| CM                 | 8  | 프랭크 램퍼드 (c)       |     |     |
| RW                 | 7  | 하미리스                |     | 46′ |
| AM                 | 17 | 에덴 아자르             |     |     |
| LW                 | 10 | 후안 마타               |     | 81′ |
| CF                 | 9  | 페르난도 토레스         |     |     |
| 교체 선수:         |    |                         |     |     |
| GK                 | 22 | 로스 턴불               |     |     |
| DF                 | 34 | 라이언 버트랜드         |     | 90′ |
| MF                 | 6  | 오리올 로메우           |     |     |
| MF                 | 11 | 오스카르                |     | 46′ |
| MF                 | 16 | 하울 메이렐르스         |     |     |
| FW                 | 23 | 대니얼 스터리지         |     | 81′ |
| FW                 | 13 | 빅터 모지스             |     |     |
| 감독:              |    |                         |     |     |
| 로베르토 디 마테오 |    |                         |     |     |

| GK              | 13 | 티보 쿠르투아         |  |     |
| RB              | 20 | 후안프란              |  |     |
| CB              | 23 | 미란다                |  |     |
| CB              | 2  | 디에고 고딘           |  |     |
| LB              | 3  | 필리피 루이스         |  |     |
| DM              | 4  | 마리오 수아레스       |  |     |
| DM              | 14 | 가비 (c)              |  |     |
| RW              | 7  | 아드리안 로페스       |  | 56′ |
| AM              | 6  | 코케                  |  | 81′ |
| LW              | 10 | 아르다 투란           |  |     |
| CF              | 9  | 라다멜 팔카오         |  | 87′ |
| 교체 선수:      |    |                       |  |     |
| GK              | 25 | 세르히오 아셍호       |  |     |
| DF              | 17 | 실비우                |  |     |
| DF              | 18 | 카타 디아스           |  |     |
| MF              | 8  | 라울 가르시아         |  | 81′ |
| MF              | 21 | 엠레 벨뢰졸루         |  | 87′ |
| MF              | 11 | 크리스티안 로드리게스 |  | 56′ |
| FW              | 19 | 디에고 코스타         |  |     |
| 감독:           |    |                       |  |     |
| 디에고 시메오네 |    |                       |  |     |

| 최우수 선수: 라다멜 팔카오 (아틀레티코 마드리드) 부심: 프리모주 아르하르 (슬로베니아) 마테이 주니치 (슬로베니아) 제4심: 보얀 울 (슬로베니아) 보조 심판: 마테이 유그 (슬로베니아) 슬라브코 빈치치 (슬로베니아) | 경기 규칙 - 전후반 90분 동안 경기를 진행한다. - 전후반 90분 상황에서 동점이면 연장전 30분을 진행한다. - 연장전에서도 동점이면 승부차기를 진행한다. - 교체 선수 명단은 7명까지 올릴 수 있으며 한 팀당 최대 3명까지 교체할 수 있다. |